# نيكولاي أستروب
نيكولاي أستروب Nikolai Astrup (1880 – 1928) رسام نرويجي.
كان والده قسيسا وكان يريد أن يكون ابنه مثله، لكن الابن اتجه إلى الرسم والتصوير. درس الفن في أوسلو. عاش فترة من حياته في باريس وفي ألمانيا قبل أن يعود إلى النرويج. مر كثيرا بظروف مادية سيئة. وتوفي نتيجة التهاب رئوي عام 1928 عن عمر يناهز 47 عاما.
تتميز لوحاته بالوضوح والألوان القوية والمشهدية. وبها تفاعل غني مع الطبيعة والوسط المحيط. يعتبر من الرومانسية الجديدة. وينظر إليه كواحد من أعظم الرسامين النرويجيين منذ عام 1900. العديد من لوحاته بيعت بأكثر من نصف مليون دولار.

## روابط خارجية
- نيكولاي أستروب على موقع ميوزك برينز (الإنجليزية)
- نيكولاي أستروب على موقع ميوزك برينز (الإنجليزية)
- نيكولاي أستروب على موقع ديسكوغز (الإنجليزية)